# Franz Erich Meußdoerffer
Franz Erich Meußdoerffer (* 25. Dezember 1918 in Nürnberg; † 27. Februar 2004 in Kulmbach) war Geschäftsführer der Kulmbacher Mönchshof-Bräu GmbH und Präsident der IHK für Oberfranken.

## Leben
Nach dem Abitur am Wittelsbacher-Gymnasium in München, Arbeits-, Wehr- und Kriegsdienst trat er zum 1. Oktober 1945 in die Geschäftsleitung der Kulmbacher Mönchshofbrauerei ein. Abgesehen von einem einjährigen Studienurlaub 1950, in dem Meußdoerffer sein Chemiestudium mit einer Diplomarbeit im Labor des späteren Nobelpreisträgers Feodor Lynen abschloss, führte er die Brauerei bis 1984. Neben seiner Geschäftsführertätigkeit war er in verschiedenen Aufsichtsräten tätig. Als langjähriger Vorsitzender des Verbands Kulmbacher Brauereien setzte er sich über Jahrzehnte für den Ruf des Kulmbacher Bieres ein.
Daneben bekleidete er eine Reihe von Ehrenämtern. 1960 wurde er Vizepräsident der Industrie- und Handelskammer für Oberfranken, war von 1974 bis 1980 Präsident sowie von 1980 bis 1986 nochmals Vizepräsident. 30 Jahre lang war er Mitglied des Kirchenvorstands.
Seit 1947 war Franz Erich Meußdoerffer mit Ursula, geb. Bruschke verheiratet. Aus der Ehe gingen drei Kinder hervor, darunter Franz Meußdoerffer (Biochemiker).

## Ehrungen
Für seine unternehmerische Leistung und sein Engagement für seine Heimat wurde er mit zahlreichen Auszeichnungen geehrt:
- Große Ehrenmedaille der Industrie- und Handelskammer
- Bayerische Staatsmedaille für besondere Verdienste um die bayerische Wirtschaft
- Verdienstkreuz 1. Klasse der Bundesrepublik Deutschland
- Bayerischer Verdienstorden